# Kudadhoo (Lhaviyani-atol)
Kudadhoo is een van de onbewoonde eilanden van het Lhaviyani-atol behorende tot de Maldiven.